# Veit Relin
Veit Relin (bürgerlich Josef Pichler; * 24. September 1926 in Linz, Österreich; † 23. Januar 2013 in Ochsenfurt, Unterfranken, Deutschland) war ein österreichischer Schauspieler, Drehbuchautor und Regisseur.

## Leben und Wirken
Der Sohn eines Polizisten stand im Alter von zwölf Jahren als Statist am Landestheater Linz erstmals auf der Bühne. Er besuchte nach dem Realgymnasium das Max Reinhardt Seminar in Wien. Gleichzeitig studierte er Malerei an der Wiener Kunstakademie. Sein Debüt gab er 1945 am Landestheater Innsbruck als Spielansager bei einer Aufführung von Jedermann.
Es folgten Engagements am Landestheater Linz (1945/46), an der Insel in Wien (1946/47), Burgtheater (1947/48), Theater in Chur und Sommertheater in Winterthur (1949/50), Scala Wien (1950 bis 1952), Landestheater Salzburg (1952/53), Bayerisches Staatsschauspiel in München (1953), Staatstheater Kassel (1953 bis 1955) und die Städtischen Bühnen Frankfurt (1956/57), wo er erstmals als Bühnenbildner tätig war.
1960 bis 1962 spielte er wieder am Burgtheater. 1960 gründete er in Wien das Ateliertheater am Naschmarkt, das er bis 1967 leitete. Er inszenierte dort unter anderem Oskar Kokoschkas Orpheus und Eurydike und die Uraufführung in Österreich (1962) von Picassos Wie man Wünsche am Schwanz packt.
Von 1964 an ging Relin mit seiner späteren Frau, der Schauspielerin Maria Schell (1926–2005), auf Tourneen und arbeitete als Schauspieler und Regisseur für das Fernsehen. 1976 übernahm er in Sommerhausen bei Würzburg das 1950 von Luigi Malipiero gegründete Sommerhäuser Torturmtheater in einem kleinen Turm über einem alten Stadttor. Dort inszenierte er einige Uraufführungen wie Fred Viebahns Blutsschwestern (1976) und Hans Krendlesbergers Ich hab genug, ich bleib im Bett sowie 1985 die deutsche Erstaufführung von Edward Albees Der Mann, der drei Arme hatte.
1981 hat er Freilichtspiele in Sommerhausen ins Leben gerufen. Weil der Gemeinderat mit seinen Plänen nicht konform ging, zog er mit seinem Theater und seinen Ideen in die damals halb verfallene Burg Brattenstein bei Röttingen. Als erstes Stück führte er dort 1984 in einer Guckkastenbühne das Stück Frühere Verhältnisse auf und spielte darin, wie auch 1985, den Muffl. Bis 1987 war er dort Intendant. Unter seiner Regie wurden Stücke des Wiener Volkstheaters aufgeführt.
Seitdem wohnte er auch vorwiegend in Sommer- sowie Winterhausen. Seit 1950 trat er als Maler hervor, beteiligte sich an Ausstellungen und benutzte das Torturmtheater als Galerie für seine Bilder. Relin war von 1966 bis 1986 in zweiter Ehe mit Maria Schell verheiratet. Dieser Ehe entstammt Marie-Theres Relin (* 1966).
Veit Relin, der am 23. Januar 2013 im Alter von 86 Jahren in Ochsenfurt, nahe Würzburg, verstarb, wurde am 1. Februar 2013 auf dem Friedhof von Sommerhausen zu Grabe getragen.

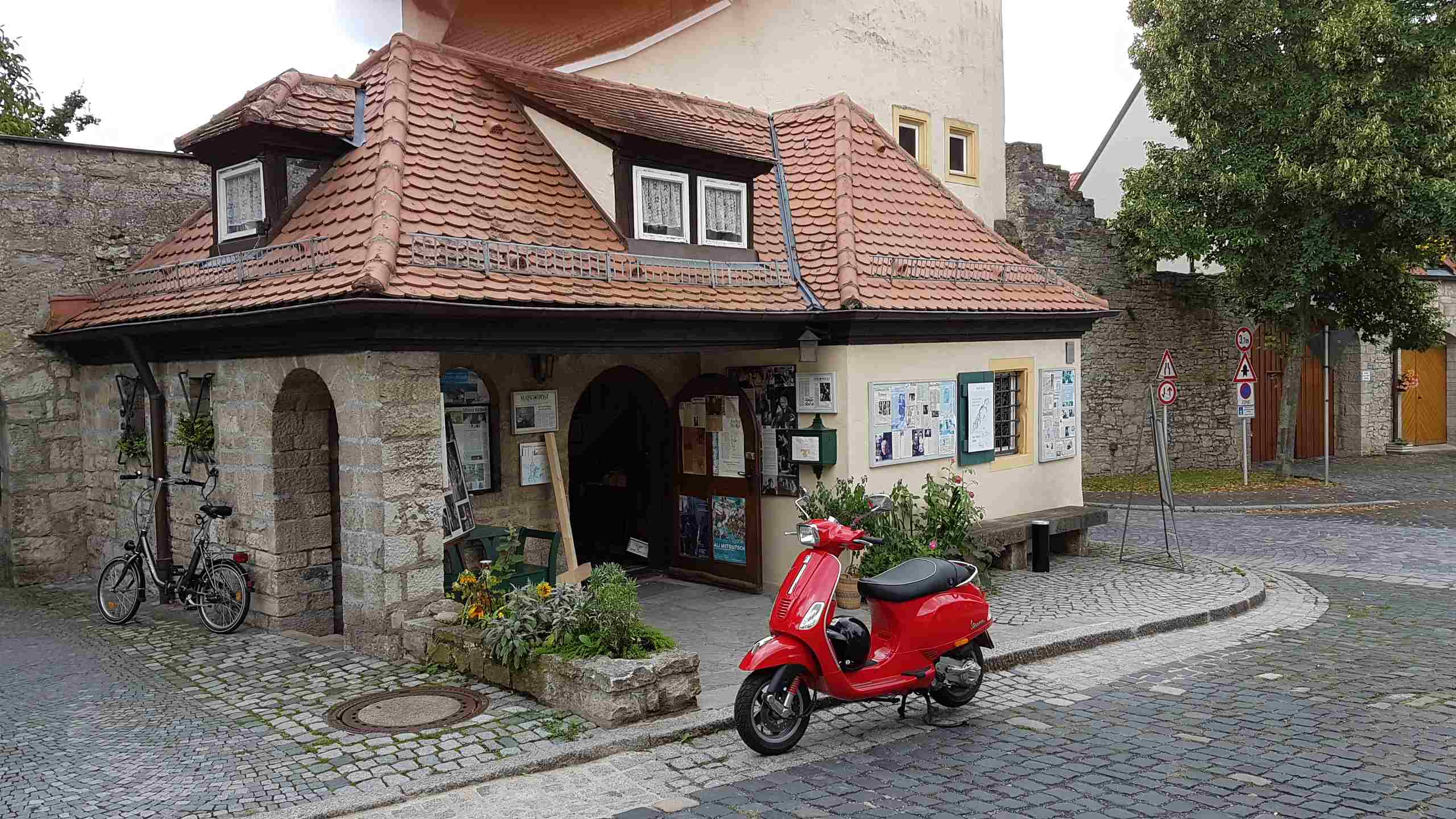
Torturmtheater in Sommerhausen

## Filmografie (Auswahl)
Schauspieler
- 1947: Macht im Dunkel
- 1950: Eroica
- 1958: Ein gewisser Judas
- 1960: Das weite Land (Aufzeichnung aus dem Akademietheater)
- 1960: Gustav Adolfs Page
- 1961: Familienpapiere
- 1962: Der Himmel kann warten (TV)
- 1963: Die Unzufriedenen (Regie)
- 1965: Nora oder Ein Puppenheim
- 1965: Protektionskind
- 1967: Der Gürtel
- 1969: Die ungarische Hochzeit
- 1969: Der Kommissar – Schrei vor dem Fenster (Fernsehserie)
- 1970: Komm nach Wien, ich zeig dir was!
- 1970: La provocation
- 1971: Liebe unter siebzehn (auch Regie und Drehbuch)
- 1972: Chamsin (Regie und Drehbuch)
- 1972: Die Pfarrhauskomödie (auch Regie und Drehbuch)
- 1973: Immobilien
- 1973: So Long, Charlie (Fernsehserie Assignment Vienna)
- 1974: Der Kommissar – Jähes Ende einer interessanten Beziehung (Fernsehserie)
- 1975: So oder so ist das Leben (auch Regie)
- 1975: Die letzten Ferien
- 1977: Der Alte – (Folge 1: Die Dienstreise)
- 1977: Polizeiinspektion 1 – Die Reportage (Fernsehserie)
- 1977–1979: Die Schönheitsgalerie (historische Fernsehserie)[3]
- 1980: Derrick – Unstillbarer Hunger (Fernsehserie)
- 1980: Endstation Freiheit
- 1980: Und die Tuba bläst der Huber (Fernsehserie)[4]
- 1982: Familien-Bande (Fernsehserie)
- 1984: Die Stadtschreiber – Der Muffl oder Frühere Verhältnisse (Fernsehserie, auch Regie)
- 1995: Unsere Schule ist die Beste – Ein schwerer Weg (Fernsehserie)

## Auszeichnungen
- 1984: Bundesverdienstkreuz 1. Klasse
- 1996: Bayerische Verdienstmedaille Pro Meritis
- 2006: Ehrenbürgerwürde in Sommerhausen[5]
- 2007: Bayerischer Verdienstorden
- 2008: Kulturpreis Bayern